# 浑邪王
渾邪王（?—前116年），又作昆邪王，《史記》記載的一個匈奴王族頭銜。於漢武帝時，遭霍去病率軍擊敗後，率其部屬歸附，成為漢朝附庸。封漯陰侯，稱漯陰定侯，在他過世後，其子蘇，繼承其爵位。

## 歷史
渾邪王所屬部落，原為是匈奴的一支，控制了張掖郡一帶，渾邪可能是他的部落名稱。《後漢書》記載，渾邪王為匈奴谷蠡王，他應該也是出身匈奴王族攣鞮氏。
前121年（漢元狩二年），漢武帝派遣骠骑将军霍去病，率軍進攻陇西, 擊敗休屠王與渾邪王部眾，俘虏浑邪王子及相国、都尉，丧师数万。其年秋天，因匈奴单于欲杀浑邪王。浑邪王和休屠王等遂相约降汉，漢朝派遣霍去病率軍接應。昆邪王称休屠王毁约，杀死休屠王，合併了休屠王的部眾，當時投降者共四万余人，号十万。漢武帝封浑邪王万户，为漯陰侯，世袭其号，食邑万户，封地在平原郡漯阴县，稱漯陰定侯。漢武帝於陇西郡、北地郡、朔方郡、云中郡、代郡五郡塞外设立属国，置都尉、丞、侯等官治理，纳其部众。
前116年（漢元鼎元年），其子蘇，繼承漯陰侯爵位，稱漯陰魏侯。前106年（漢元封五年），其子蘇過世，因無後，國除。

## 後世影響
西漢末年，在北方三水郡起兵的盧芳，稱當年昆邪王姐嫁給漢武帝，自己為其曾孫，用以號召起義。

## 學術考證
王國維認為，西周記載的緄夷，為匈奴的前身。渾邪王可能為其後代。
中華人民共和國學者錢伯泉認為，緄夷為昆邪王與自稱為昆的烏孫先祖。林梅村主張，渾邪部族為緄夷後代，與義渠相同，皆源自吐火羅人。